# Mikołaj Zieleński
Mikołaj Zieleński, też Zieliński, Zelenscius (ur. w II poł. XVI w. w Warce, zm. po 1615) – polski organista, kompozytor i kapelmistrz przełomu renesansu i baroku.

## Życiorys
O jego życiu brak bliższych informacji. Według Szymona Starowolskiego Zieleński pobierał nauki w Rzymie. Co najmniej od 1604 był kapelmistrzem i organistą biskupa płockiego Wojciecha Baranowskiego, który w 1608 został arcybiskupem gnieźnieńskim i prymasem Polski, rezydującym w Łowiczu
 . W 1604 był zatrudniony jako organista przez kapitułę płocką. W tymże roku otrzymał, wraz ze swoją żoną Anną, od biskupa Baranowskiego grunty we wsi Gromino, a później także młyn Rudnik i wójtostwo we wsi Bocheń.
Jako kompozytor Zieleński działał w okresie intensywnych przemian stylistycznych, zachodzących zwłaszcza w muzyce tworzonej w środowisku polskiego dworu królewskiego, z którym kapela prymasowska miała zapewne kontakt. Zatrudnieni przez Zygmunta III muzycy włoscy, począwszy od L. Marenzia, komponowali i wykonywali w Polsce utwory wielochórowe, zarówno w stylistyce rzymskiej (Asprilio Pacelli), jak i weneckiej (Vincenzo Bertolusi). Również dzieła innych twórców włoskich, np. Giovanniego Gabrielego, znane były w Rzeczypospolitej. Zatem Zieleński, komponujący pod wpływem muzyki włoskiej, mógł również na miejscu doskonalić swój warsztat kompozytorski bez konieczności wyjazdu na studia zagraniczne.
Przedmowa do wydania utworów Zieleńskiego, nosząca datę 1 marca 1611, podpisana została w Wenecji nazwiskiem Zieleńskiego, choć w tym samym dniu kompozytor brał osobiście udział w procesie toczącym się przed sądem w Łowiczu. Obecnie brak danych potwierdzających, że kompozytor kiedykolwiek był we Włoszech. Nieznane są też jego losy po 1615, gdy kapela prymasowska została rozwiązana.

## Twórczość
Wszystkie znane kompozycje Zieleńskiego wydane zostały w 1611 w weneckiej oficynie wydawniczej Giacomo Vincentiego, w jednym woluminie obejmującym dwa zbiory: Offertoria totius anni i Communiones totius anni, zawierające 117 utworów liturgicznych na cały rok kościelny oraz 3 fantazje instrumentalne .
Monumentalne w charakterze Offertoria są najwcześniejszymi przykładami polskich kompozycji polichóralnych, nawiązujących stylistyką do tego typu utworów pisanych w Wenecji pod koniec XVI wieku. Zbliżone są do dwuchórowych Sacrae symphoniae G. Gabrielego, wydanych w 1597, w których zasadą jest brak partii solowych i samodzielnych głosów instrumentalnych. W zbiorze tym znajduje się 55 opracowanych tekstów, głównie ofertoriów, ale też wyjątkowo tekstów 2 komunii oraz Domine ad adiuvandum, Magnificat i 7 innych tekstów (określonych w spisie treści jako motety, a na karcie tytułowej jako sacrae symphoniae). Zbiór obejmuje 12 utworów 7-głosowych i 42 utwory 8-głosowe podzielone na dwa chóry 3- lub 4-głosowe, z towarzyszeniem organów. Wyjątek stanowi 12-głosowe 3-chórowe opracowanie Magnificat (pierwszy taki zachowany polski utwór). W sugestiach wykonawczych dotyczących rodzaju i liczby instrumentów, obok organów znalazły się puzon i skrzypce .
Communiones mają charakter bardziej intymny, oddający klimat osobistej modlitwy podczas komunii. W opracowaniu muzyki, obok rozwiązań charakterystycznych dla renesansowej polifonii wokalnej, widoczne są tu poszukiwania nowych rozwiązań kolorystycznych i nowego typu faktury wokalno-instrumentalnej. Zbiór obejmuje opracowanie 53 tekstów, z których 9 ma dwie wersje obsadowe, co daje łącznie 62 utwory wokalno-instrumentalne, przeznaczonych na od 1 do 6 głosów z towarzyszeniem organów. W zbiorze znalazły się też 3 fantazje instrumentalne, należące do nielicznych zabytków polskiej muzyki instrumentalnej XVII wieku . Część komunii 1- i 2-głosowych Zieleński oznaczył włoskim terminem „gorgia” określającym silne zdobienie. W rezultacie kompozycje te, mimo wyraźnej struktury polifonicznej, zewnętrznie upodobniły się do utworów solowych i 2-głosowych w stylu wczesnobarokowym, określanych mianem pseudomonodii. W uwagach wykonawczych, obok organów wymieniono grupę instrumentów smyczkowych, instrumenty dęte (cynk, fagot, grupę puzonów) oraz instrumenty strunowe (harfę, lutnię).
Księgi głosowe, do 1939 przechowywane w bibliotece miejskiej we Wrocławiu, zostały zdekompletowane podczas II wojny światowej i obecnie niekompletne księgi znajdują się w Bibliotece Uniwersyteckiej we Wrocławiu oraz w Bibliotece Jagiellońskiej w Krakowie. Zachowała się natomiast partytura na organy, przechowywana w Bibliotece Książąt Czartoryskich w Krakowie.
Twórczość Zieleńskiego jest niejednorodna stylistycznie. Choć zasadniczo mieści się w nurcie późnorenesansowej polifonii, stanowi zapowiedź estetyki barokowej, z typowymi dla niej kontrastami barwy i polaryzacją faktury. Jego kompozycje wyznaczają początek kilkudziesięcioletniego okresu silnych wpływów stylistyki włoskiej w muzyce polskiej .